# AIT
AIT (Average Interruption Time) – miara czasu (w minutach na rok), w którym energia nie jest dostarczana. Jest określony formułą:
{\displaystyle AIT={\frac {60\sum \limits _{i=1}ENS_{i}}{P_{T}}},}
gdzie:
{\displaystyle P_{T}} – średnia moc dostarczona za pośrednictwem systemu,
{\displaystyle ENS_{i}} – energia niedostarczona z powodu przerwy w {\displaystyle i} -tym zdarzeniu w MWh (zwykle z wyłączeniem strat sieciowych).
Jest jednym ze wskaźników ciągłości dostaw energii dla sieci przesyłowej.
Według PSE jest to: Wskaźnik średniego czasu trwania przerwy w systemie przesyłowym elektroenergetycznym, wyrażony w minutach na rok, stanowiący iloczyn liczby 60 i wskaźnika energii niedostarczonej przez system przesyłowy elektroenergetyczny (ENS) podzielony przez średnią moc dostarczoną przez system przesyłowy elektroenergetyczny wyrażoną w MW.